# 木下甚三郎
木下 甚三郎（きのした じんざぶろう、1857年8月10日（安政4年6月27日）- 1930年（昭和5年）9月24日）は、日本の政治家。衆議院議員（1期）。

## 経歴
播磨国明石郡、のちの兵庫県明石郡大久保村（大久保町を経て現明石市）出身。農業を営む。明石郡松蔭村（現・明石市）戸長、大久保村会議員、明石郡会議員、兵庫県会議員、同県農会議員となる。
1920年の第14回衆議院議員総選挙において兵庫7区から立憲政友会公認で立候補して当選する。1924年の第15回衆議院議員総選挙では兵庫5区から政友本党公認で立候補したが落選した。1930年に死去した。